# 巢鼬屬
巢鼬屬（学名 Galictis）属于鼬科动物，包括两种巢鼬，即小巢鼬和大巢鼬。两者都分布在中南美洲地区。
巢鼬体长50厘米，体重1-3公斤。体型与水貂相似，但尾和腿较短，身体较健壮。巢鼬背部为银灰色，身体下部则为黑色。前额有一条白色的条纹。
巢鼬生活在南美大草原和低海拔的森林中，多在枯木与岩缝中挖穴栖居。食性较杂。